# Stemma di Grosseto
Lo stemma della Città di Grosseto è costituito da uno scudo sannitico di color rosso su cui è presente un grifone argentato e tenente impugnato nella zampa destra una spada anch'essa d'argento. Lo scudo è timbrato da una corona da città.

## Blasonatura

Gonfalone civico

Lo stemma, riconosciuto con decreto del Capo del Governo del 22 giugno 1928, ha il seguente blasone ufficiale:
La descrizione del gonfalone è la seguente:
La bandiera della città è composta da uno sfondo rosso con sopra il grifone circondato dalle fronde e cimato dalla corona da città (manca lo scudo).

## Storia
All'inizio lo stemma era costituito solamente dal grifone, mitico animale alato che rievoca la cultura e le origini dei cittadini grossetani, riconducibili agli Etruschi e, successivamente, simbolo cristologico. Il simbolo stava quindi a significare sia la discendenza della città dal popolo etrusco, che, fin dal VII secolo a.C. si era insediato ed aveva abitato l'antica Roselle, città che ha costituito le vestigia del capoluogo maremmano, sia la propria devozione al Cristianesimo.
In seguito è stato posto su sfondo rosso per significare il partito ghibellino da essi costantemente seguito. Da notare è come i grossetani abbiano voluto conservare intatto il proprio stemma, risalente al XII secolo, e come pure non abbiano voluto assumere né simbolo, né emblemi che stessero a ricordare le subite signorie. L'unica eccezione è lo stocco che compare negli artigli della figura mitica, aggiunto solamente in seguito. L'ipotesi che l'arma fosse stata aggiunta nel 1328, anno in cui il grifone fu armato di spada, in ricordo dello storico assedio della città contro le truppe di Ludovico il Bavaro e dell'antipapa Niccolò V, è in realtà una leggenda.